# Eddy Vilard
Eddy Vilard (Cancún, Quintana Roo; 2 de noviembre de 1988) es un actor mexicano que se dio a conocer en la telenovela de Rebelde, entre 2004 y 2006.

## Biografía
Eddy Vilard inició su carrera artística realizando comerciales de televisión y vídeos musicales de artistas como Belinda y Malú. En el 2004 colaboró en el video de Ángel de Belinda. Antes de unirse al elenco de Rebelde formaba parte de las fuerzas básicas del Necaxa y el Cruz Azul. Iba a ser transferido a Argentina para jugar, pero tuvo que quedarse en México debido a una lesión. En 2004 graba la telenovela Rebelde.
En 2007 Eddy Vilard actuó en Lola, érase una vez. interpretando a  "Archie". Entre 2008-2009 participó en la telenovela Alma de Hierro interpretando el papel de Wicho. También trabajó en la serie de televisión Mujeres asesinas (México) en su segunda temporada, Vilard, aparecerá en el último capítulo de esta, interpretando a Leonardo en el episodio titulado Carmen Honrada. En 2012, actúa en la telenovela Amor bravío, en la que interpretó a Pablo.
En 2019 incursionó en la conducción en programas como México tiene talento y en 2020 La voz, en 2023 incursiona como comentarista deportivo en el canal Fox Sports.

## Trayectoria

### Telenovelas
- Tres veces Ana (2016) - Daniel Escarsega
- Antes muerta que Lichita (2015-16) - Alejandro de Toledo y Mondragón Casablanca
- Hasta el fin del mundo (2014-2015) - Oliver Peralta Carbonell
- Amor bravío (2012) - Pablo Albarrán Mendiola
- Alma de hierro (2008-2009) - Luis "Wicho" Hierro Jiménez
- Lola, érase una vez (2007-2008) - Archibaldo Von Ferdinand
- Rebelde (2004-2006) - Teodoro "Teo" Ruiz Palacios

### Programas
- Mujeres asesinas (2009)
  - Carmen, honrada (2009) - Leonardo Saavedra
- Me caigo de risa (2014-2019) - El mismo
- México tiene talento (2019) - Conductor
- La voz (2020-2022) - Conductor
- Punto final (Fox Sports) (2023-) - Panelista

### Cine
- Avisos de ocasión (2004) - Michael

### Videos musicales
- Ángel (2004) de Belinda

## Premios y nominaciones

### Premios TVyNovelas
| Año  | Categoría                  | Telenovela     | Resultado |
| ---- | -------------------------- | -------------- | --------- |
| 2013 | Mejor actor juvenil        | Amor bravío    | Nominado  |
| 2009 | Mejor revelación masculina | Alma de Hierro | Ganador   |